# Smith Ballew
Smith Ballew, geboren als Sykes Ballew (Palestine (Texas), 21 januari 1902 - Longview (Texas), 2 mei 1984) was een Amerikaanse jazz- en country-zanger, bandleider en filmacteur. Hij nam talloze platen op en was een van de eerste zingende filmcowboys.

## Biografie
Ballew studeerde kunst, maar raakte geïnteresseerd in de jazz en ging zich richten op de banjo en de gitaar. Tijdens zijn studietijd aan de University of Texas sloot hij zich met zijn broer Charles Robert Ballew aan bij de band van Jimmy Maloney, die in 1923 opnames maakte. Hij leidde kort zijn eigen band, de Texajazzers, en richtte in 1927 met Dick Voynow het Wolverines Orchestra op. In Chicago werd hij opgemerkt en aangenomen door bandleider Ben Pollack, waar hij enige tijd banjo speelde en ook begon te zingen. In 1928 belandde hij in New York en ging werken bij Fred Rich, waar ook de Dorsey Brothers en bijvoorbeeld Joe Venuti speelden. Hij deed radiowerk en maakte opnames met onder meer Meyer Davis. Okeh Records zag wel wat in Ballew en liet hem plaatopnames maken met bandleider Jean Goldkette, die zeer goed aansloegen. In de jaren erna nam Ballew op met alle grote namen in New York, van Red Nichols, Bix Beiderbecke en Joe Venuti tot en met Duke Ellington en de Dorsey Brothers. Zijn zang is te horen op honderden dans- en jazzplaten: Ballew behoorde met Scrappy Lambert, Dick Robertson en Chick Bullock tot de meest productieve studiozangers van die tijd.

## Eigen band
Door de Grote Depressie kreeg Ballew enkele financiële klappen te verwerken. Er waren minder opnamemogelijkheden en minder (radio)optredens, maar Ballew hield desondanks in die tijd een eigen orkest overeind, waarin onder meer Venuti, Eddie Lang, de gebroeders Van Eps, Tommy Dorsey, Glenn Miller en Abe Lincoln hebben gespeeld. Met deze band was hij actief tot april 1935. Hij nam in de eerste helft van de jaren dertig veel platen met die band op, de meeste verschenen onder de naam Smith Ballew and His Orchestra. Ook zijn platen uitgekomen onder de pseudoniemen Buddy Blue and His Texans en Jack Blue's Texans.

## Filmcowboy
Na het opdoeken van zijn band ging Ballew in 1936 naar Los Angeles, waar hij aankondiger werd van het populaire radioprogramma Shell Chateau, waarin Victor Young, een vriend van Ballew, het orkest leidde. Ook werd hij daar door filmproducer Sol Lesser gevraagd de rol van zingende cowboy te spelen in de film "Palm Springs" voor Twentieth Century Fox. Het werden uiteindelijk meerdere (B-)films, die een cultstatus hebben gekregen. Tevens had hij een rol in de oorlogsfilm "The Red Badge of Courage" van John Huston. Ballew stopte met acteren in het begin van de jaren vijftig, waarna hij P.R.-man werd bij vliegtuigbouwer General Dynamics. Hij was dat tot zijn pensioen in 1967.

## Filmografie (selectie)
- Western Gold, 1937
- Roll Along, Cowboy, 1937
- Rawhide, 1938
- Panamint's Bad Man, 1938
- Tex Granger, 1948
- The Red Badge of Courage, 1951